# Exaktheit
Einerseits wird Exaktheit (von lateinisch: exactus „genau“) in der Bedeutung so viel wie Genauigkeit, Akribie und Präzision verstanden. Diese Wörter stehen für eine (meistens angestrebte) weitgehende Vollständigkeit und Fehlerfreiheit; sie lassen aber eine gewisse Unschärfe zu. Beispielsweise kann ein Ergebnis „mit hoher Genauigkeit“ oder „ausreichend genau“ angegeben sein. Diese Formulierungen beinhalten ein nicht erreichbares oder im Einzelfall nicht erreichtes Merkmal. – Andererseits wird Exaktheit, insbesondere im mathematisch-naturwissenschaftlichen Zusammenhang, streng im Sinne einer Eindeutigkeit verstanden, ohne jede Abweichung. Bei diesem Verständnis basiert Exaktheit auf Definitionen, Modellbildungen und theoretischen Berechnungen; siehe auch Messunsicherheit#Exakte Werte.
Es gibt zwei systematisch auseinanderzuhaltende Begriffe von Exaktheit. Einige Wissenschaften können exakt im Sinne einer totalen Übereinstimmung sein, weil sie mit Abstraktem arbeiten, das sich völlig identisch bleibt (ideale Exaktheit). In Wissenschaften ohne Idealisierung kann Exaktheit in einem ganz anderen Sinn gemeint sein (real-bedingte Exaktheit). Streng genommen kann in dieser Hinsicht überhaupt nicht von Exaktheit schlechthin, sondern nur von mehr oder weniger großer Exaktheit gesprochen werden.
Existierende theoretische Beschreibungen werden beispielsweise unterschieden in „exakt“, „näherungsweise“ und „empirisch“. Dabei wird „exakt“ so erklärt: „Es gibt eine Theorie für Struktur und Eigenschaften des Systems mit Lösungen, die das Zusammenwirken der Elemente analytisch und quantitativ mit bekannten Funktionen der Mathematik beschreiben.“
Ferner wird unterschieden in exakte Gesetze und die nicht exakte Modellbildung und nicht exakte messtechnische Überprüfung: Im Gegensatz zu mathematisch formulierten Naturgesetzen, die exakte Beziehungen zwischen verschiedenen physikalischen Größen darstellen, sind aber alle Messwerte mit einer Messunsicherheit behaftet. … Wiederholte Messungen liefern niemals im mathematischen Sinn exakt gleiche Ergebnisse. … Theorien der Physik beschreiben stets eine Idealisierung des Naturgeschehens.
Beispiel 1: Mit der Kreiszahl {\displaystyle \pi } ist der Zusammenhang zwischen Umfang {\displaystyle U} und Durchmesser {\displaystyle d} eines Kreises exakt gegeben mit {\displaystyle U=\pi \;d}. Die bestmögliche Annäherung an {\displaystyle \pi } mit einer fünfstelligen Dezimalzahl ist 3,1416. Sie liefert eine Aussage mit für den jeweiligen Anwendungsfall unzureichender oder angemessener oder überzogener Genauigkeit; sie liefert aber keine mathematische Exaktheit.
Beispiel 2: Die Aussage {\displaystyle \mathrm {0\;^{\circ }C=273{,}15\;K} } ist exakt; sie beruht nicht auf Rechnung und Rundung oder auf Messung, sondern auf der Definition des Grad Celsius.
Beispiel 3: Für eine zählbare Größe kann die Anzahl der Elemente exakt angegeben werden, wenn die Anzahl der Elemente klein und zeitlich konstant ist.
Beispiel 4: Die an einem Digitalmultimeter abgelesene Zahl ist exakt ohne Schätzunsicherheit; der daraus gewonnene Messwert ist jedoch innerhalb der Grenzabweichungen des Messgerätes und der Quantisierungsabweichung mit einer Unsicherheit behaftet.
Eine Facette zur Bedeutung des Begriffs Exaktheit findet sich auch darin, wie die Exakte Wissenschaft erklärt wird: „Die Erkenntnisse der exakten Wissenschaft müssen zwar nicht bloß aus Zahlen bestehen, aber sie müssen von den „Unexaktheiten“ der natürlichen Sprache so weit befreit sein, dass sie sich mit einem genormten Vokabular formulieren lassen.“